# Beregama herculea
Beregama herculea là một loài nhện trong họ Sparassidae.
Loài này thuộc chi Beregama. Beregama herculea được Tord Tamerlan Teodor Thorell miêu tả năm 1881.